# Sauris seminigra
Sauris seminigra är en fjärilsart som beskrevs av W. Warren 1903. Sauris seminigra ingår i släktet Sauris och familjen mätare. Inga underarter finns listade.